# Aiko (robotique)
Pour les articles homonymes, voir Aiko.
Aiko est un robot développé dans le cadre du projet du même nom (Project Aiko) par Le Trung. Il s'agit d'un robot humanoïde à l'apparence féminine dont la taille est de 151 cm.
 (décembre 2020).

## Capacités
La version actuelle d'Aiko est capable de tenir une conversation normale avec un être humain (elle comprend plus de 13 000 phrases) et peut apprendre de cette manière.
Grâce à sa capacité de reconnaissance visuelle, elle peut également lire des documents écrits (à condition que la taille des caractères soit d'au moins 12 points) ou reconnaître des plats simples. Cette capacité lui permet également de distinguer jusqu'à 300 visages par seconde et de reconnaître les visages des membres de la famille. Elle peut également être programmée pour activer un mode de défense quand elle voit un visage inconnu.

## Commercialisation
Bien qu'elle ne soit encore qu'un prototype, une commercialisation future est prévue.
Le robot qui sera commercialisé s'appellera Aiko Clone et sera vendu au prix de 15 000 à 17 000 $ USD.